# Cuatro Libros

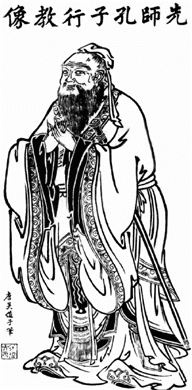
Confucio.

Los Cuatro Libros del confucianismo (chino tradicional: 四書, chino simplificado: 四书, pinyin: Sìshū) son los textos de la literatura clásica china seleccionados por Zhu Xi, en la dinastía Song, como textos de introducción al confucianismo.
Los Cuatro Libros son: Gran Saber, Doctrina de la medianía, Analectas de Confucio y Mencio. Los Cuatro Libros fueron los textos básicos de los exámenes imperiales bajo la dinastía Ming y la dinastía Qing.

## Gran Saber

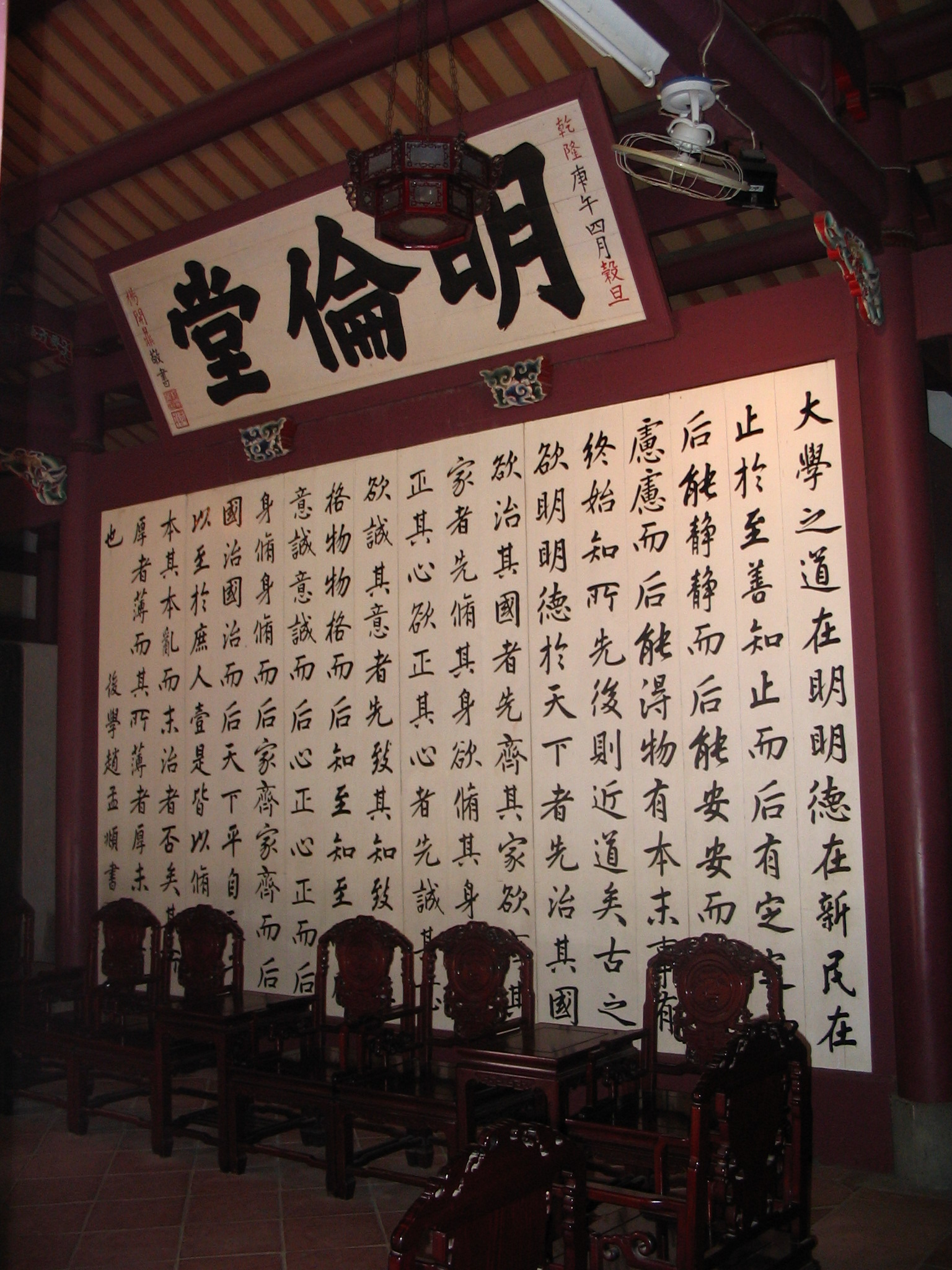
Reproducción caligráfica del Gran Saber, Dinastía Yuan, calígrafo Zhao Mengfu, en un templo confuciano de Tainan.

El libro del Gran Saber (en chino tradicional, 大學; en chino simplificado, 大学; pinyin, Dà Xué, a veces "Gran Ciencia", "Gran Aprendizaje" o "Gran Estudio") fue uno de los "Cuatro Libros" del confucianismo que desde el siglo XII al 1905 componían el núcleo del temario del examen imperial chino. Los "Cuatro Libros" fueron seleccionados por el neoconfuciano Zhu Xi durante la dinastía Song como una introducción fundamental para el confucianismo. Su comentario del libro brindó un apoyo adicional a los ideales confucianos.
El Gran Saber se ha convertido en un capítulo del Clásico de los Ritos, también conocido como el Li Chi o Li Ji, que es uno de los Cinco Clásicos.
El Gran Saber consiste en un sucinto texto principal atribuido a las enseñanzas de Confucio más diez capítulos de comentarios atribuidos a uno de sus discípulos, Zengzi. La esencia del libro fue de Confucio, aunque el texto fue escrito después de su muerte. Los análisis literarios han sugerido que el texto se remonta a la dinastía Song. 

### Enseñanzas principales
- Lograr un estado de equilibrio y perfeccionar nuestra propia moralidad para que sea un reflejo del Tao (Camino).
- Amplio descanso y reflexión para lograr la paz mental. Cuando uno está calmado y reflexivo, el camino le será revelado.
- Establecer prioridades y saber que es importante en nuestra búsqueda del perfeccionamiento moral, ya que permite centrarse en lo que es de mayor importancia y lo que está en consonancia con el camino indicado en las enseñanzas de Confucio.
- Hay que traer nuestros asuntos y relaciones en el orden y la armonía. Si uno espera alcanzar el orden en el estado, primero debe traer su propia familia y vida personal en orden a través ser autodidacta y de la expansión de nuestros conocimientos y la "investigación de las cosas."
- Cada persona es capaz de aprender y de ser autodidacta, independientemente de su estatus social, económico o político. Esto, a su vez, significa que el éxito en el saber es el resultado del esfuerzo del individuo frente a la incapacidad para aprender.
- Uno debe considerar la educación como un sistema complejo e interrelacionado, donde debe luchar por el equilibrio. Ningún aspecto del saber está aislado del resto y el fracaso en un solo aspecto de nuestro aprendizaje conducirá al fracaso del aprendizaje en su conjunto.

## Doctrina de la medianía
La Doctrina de la medianía (en chino, 中庸; pinyin, zhōng yōng) es un libro neoconfuciano  que desarrolla el concepto de la medianía (o término medio) atribuido Zisi (o Kong Ji), único nieto de Confucio. El término procede de un verso de las Analectas, que dice:

El Maestro [Confucio] dijo: la virtud encarnada en la Doctrina de la medianía es de primer orden. Pero siempre ha sido poco común entre las personas.
Doctrina de la medianía, 6:26

Sin embargo, las Analectas no llegan a ampliar el significado de este término. La Doctrina de la medianía pertenece al Canon Confuciano tardío del movimiento neoconfuciano compilado por Zhu Xi, y ahonda detalladamente en el significado del término, así como la manera de aplicarlo a la propia vida. 
El libro muestra puntos en común con el concepto clásico griego de Aristóteles llamado la dorada medianía.

### Interpretación
La Doctrina de la medianía es un texto rico en simbolismo y la orientación al perfeccionamiento de uno mismo. La medianía es también descrito como "pivote que no se tambalea" o "Chung Yung". Chung significa que no está doblado ni una forma ni otra y Yung significa invariable. En la traducción inglesa de James Legge, el objetivo de la medianía es mantener el equilibrio y la armonía para dirigir la mente hacia un estado de equilibrio constante. Quien sigue la medianía está en un camino del deber y no debe abandonarlo. Una persona superior es cautelosa, un maestro amable que no muestra desprecio a sus inferiores, que siempre hacen lo que les es natural de acuerdo a su situación en el mundo. Incluso los hombres y mujeres comunes pueden llevar la medianía a sus prácticas, siempre que no excedan de su orden natural.
Según la Enciclopedia Británica, la Doctrina de la medianía puede representar la moderación, rectitud, objetividad, sinceridad, honestidad y decoro. El principio rector de la medianía es que uno nunca debe actuar en exceso. La Doctrina de la medianía se divide en tres partes:
1. El eje - Metafísica confuciana
2. El proceso - Política
3. El mundo perfecto / Sinceridad - Ética[1]

La primera tesis de Tsze Sze (1951: pp. 99) describe su conexión:

Lo que el cielo ha dispuesto y sellado se llama la naturaleza innata. La realización de esta naturaleza se llama el proceso. La aclaración de este proceso [de la comprensión o la toma de inteligible de este proceso] se llama la educación
Traducción de Pound (1951)

La doctrina del medio escrito por Zisi no se ajusten a las tradiciones de los neoconfucianos, sino más bien a la tradición de la filosofía taoísta que creía en el equilibrio de la naturaleza (Yin Yang) a través de la moderación en todas las cosas. Esta filosofía era mucho más abierta que cualquier cosa permitida en la sociedad neo-confuciana.

## Analectas de Confucio

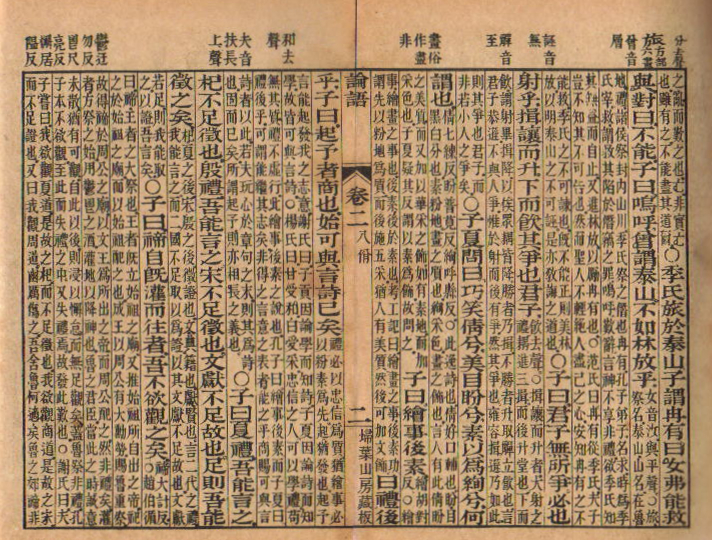
Analectas de Confucio.

Las Analectas recogen una serie de charlas que Confucio dio a sus discípulos así como las discusiones que mantuvieron entre ellos. El título original en chino, Lún Yǔ, significa “discusiones sobre las palabras" (de Confucio).
Escritas durante el periodo de Primaveras y Otoños, las Analectas son el mayor trabajo del confucianismo. Siguen teniendo influencia entre los chinos y en algunos países asiáticos aún hoy en día. 

### La obra y su influencia
En las Analectas, los capítulos están agrupados por temas individuales. Sin embargo, no siguen ningún orden especial. De hecho, los capítulos parecen totalmente aleatorios con temas en capítulos correlativos que no tienen ningún tipo de relación entre ellos. 
Parece claro que el libro no fue escrito por un único autor sino que es obra de varios discípulos de Confucio que recopilaron sus enseñanzas años después de la muerte de su maestro. 
Las Analectas han influido notablemente en la filosofía y la ética de los chinos. Incluyen los principios básicos de Confucio: decencia, rectitud, lealtad y piedad filial. 
Durante más de dos mil años, las Analectas han sido parte de los estudios de las escuelas chinas ya que se consideraba que ningún hombre podía llegar a un buen nivel moral y de inteligencia sin conocer la obra de Confucio. El conocimiento de las Analectas se hizo también imprescindible para superar los exámenes imperiales que todo funcionario de la corte imperial tenía que superar.

## Mencio

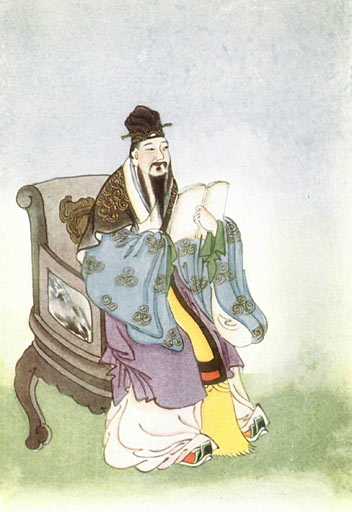
Mencio.

Ji Mèngkē (姓孟軻), llamado en occidente Mencio (de 孟子, pinyin Mèngzǐ, Wade-Giles Meng Ke, literalmente "Maestro Meng"), (370 a. C. - 289 a. C.), fue un filósofo chino, el más eminente seguidor del confucianismo. En su obra, conocida como Mengzi, defiende que el hombre es bueno por naturaleza y debe poder desarrollar una conducta razonable y recta. Según este pensador, en el corazón de todo ser humano hay cuatro sentimientos naturales o tendencias que le orientan hacia el buen camino:
1. el sentimiento de compasión
2. el sentimiento de vergüenza
3. el sentimiento de respeto y modestia
4. el sentimiento de discernimiento (lo que está bien y lo que está mal).

Esos sentimientos son una especie de raíces que, cultivadas, desarrollan las virtudes de la benevolencia, la rectitud, la urbanidad y la sabiduría. Mencio intentó influir en los gobernantes de su tiempo para que creasen las condiciones más favorables para el desarrollo de las personas. En sus escritos dejó dicho que el gobernante sabio es aquel que se preocupa por el bienestar de su pueblo:

El soberano inteligente organiza la producción de sus súbditos de forma que puedan sostener a su padre y a su madre, a sus hijos y esposas, que en los años buenos puedan comer a su gusto, y en los malos no morir de hambre. Una vez alcanzado esto, los dirigirá hacia la práctica del bien y el pueblo le seguirá. (Mengzi, I A 7)

### Pensamiento político
Mencio destacaba la importancia de los ciudadanos comunes dentro del Estado. Mientras el Confucianismo generalmente tenía una alta estima por los gobernantes, él argumentaba que es aceptable que los súbditos depongan o incluso asesinen al gobernante que ignora las necesidades de la gente y gobierna con dureza, pues un gobernante que no gobierna con justicia no es ya un verdadero gobernante. También dijo, durante el período de las Primaveras y Otoños, que no existe guerra justa.